# Brandon Ríos
Brandon Lee Ríos (* 29. April 1986 in Lubbock, Texas) ist ein US-amerikanischer Profiboxer und ehemaliger Weltmeister der WBA im Leichtgewicht.

## Biografie und Amateurkarriere
Brandon Ríos wurde als Sohn eines Fleischers und einer Hausfrau im texanischen Lubbock geboren, wuchs aber in Garden City, Kansas, auf. Er hat drei Schwestern und einen älteren Bruder, der ebenfalls den Boxsport ausübte. Brandon begann im Alter von acht Jahren mit dem Boxen und entwickelte sich zu einem der besten Amateurkämpfer der USA.
Nachdem er bereits Goldmedaillen beim National Silver Gloves Tournament und dem Ringside National Tournament erkämpft hatte, gewann er 2004 die US-amerikanischen Meisterschaften in Colorado Springs. Daraufhin wurde er zur nationalen Olympiaausscheidung für die Sommerspiele 2004 eingeladen, die als US Olympic Trials in Tunica stattfanden. Mit vier Siegen und einer Niederlage gewann er zwar die Herausforderer-Klasse, unterlag jedoch im anschließenden Entscheidungskampf in Cleveland gegen Mickey Bey, dem Gewinner der Meister-Klasse in Tunica.
Seit 2010 ist er mit Vicky Lopez verheiratet.

## Profikarriere
Im Alter von 18 Jahren zog er nach Oxnard, Kalifornien um eine Karriere als Profiboxer zu starten. Er wurde von Top Rank Boxing des Promoters Bob Arum unter Vertrag genommen. Sein Trainer ist der ehemalige Boxweltmeister Roberto García, der bereits mit Weltmeistern wie Miguel Ángel García, Nonito Donaire, Kelly Pavlik, Antonio Margarito und Marcos René Maidana arbeitete.
Sein Profidebüt gewann er am 23. Juli 2004 in Oxnard durch K. o. in der dritten Runde gegen Raul Montes. In seiner folgenden Aufbauphase gewann er 23 weitere Kämpfe, davon 16 vorzeitig. Dabei wiesen 17 Gegner eine positive Kampfbilanz auf. Darunter befand sich auch der zweifache WM-Herausforderer Ricardo Dominguez (Bilanz: 24-3).
Am 6. Februar 2010 gewann er in Texas die Nordamerikanische Meisterschaft der NABF im Leichtgewicht. Er besiegte dabei den New Yorker Jorge Teron (23-1) vorzeitig in der dritten Runde. Sieben Monate später gewann er eine WM-Ausscheidung gegen Anthony Peterson (30-0), Bruder des Weltmeisters Lamont Peterson. Ríos hatte seinen Gegner dabei in der fünften Runde am Boden, wobei es sich um den ersten Niederschlag in der Boxkarriere von Peterson handelte. Nach Punkten deutlich im Rückstand, wurde Peterson schließlich nach mehreren Tiefschlägen und zwei Punktabzügen in der siebenten Runde disqualifiziert.
Am 26. Februar 2011 gewann er schließlich in Las Vegas die WBA-Weltmeisterschaft im Leichtgewicht durch einen t.K.o.-Sieg in der zehnten Runde gegen Miguel Acosta (28-3) aus Venezuela. Der vom Ring Magazine auf Platz 2 der Weltrangliste geführte Acosta ging bereits in den Runden 6 und 8 zu Boden und wurde nach einem weiteren schweren Niederschlag schließlich aus dem Kampf genommen.
Seine erste Titelverteidigung gewann er am 9. Juli 2011 in Kalifornien durch K. o. in der dritten Runde gegen Urbano Antillón (28-2), der vom Ring Magazine unter den Top 10 geführt wurde. Ríos gelangen bereits in der dritten Runde zwei Niederschläge, ehe Antillón noch in derselben Runde schwer angeschlagen, taumelnd und verteidigungsunfähig vom Ringrichter aus dem Kampf genommen wurde.
Am 3. Dezember 2011 traf er im New Yorker Madison Square Garden auf den britischen Europameister John Murray (31-1). Da Ríos das Gewichtslimit überschritten hatte, wurde ihm der WM-Titel vor dem Kampf entzogen, weshalb es nur für Murray um den WM-Titel ging. Ríos konnte sich jedoch deutlich durchsetzen und den Briten in der elften Runde durch t.K.o. besiegen, nachdem der Ringrichter den angeschlagenen Murray aus dem Kampf genommen hatte.
Ein weiterer Sieg gegen einen Top 10 Fighter des Ring Magazine gelang ihm am 14. April 2012 in Las Vegas, als er gegen den kubanischen WBA-Interimweltmeister Richard Abril (17-2) nach Punkten gewann. Der Kampf verlief recht ausgeglichen und endete nicht ganz unumstritten. So hatten mehrere Punktrichter von Fachzeitschriften und Boxsportsendern den Kubaner vorne, genau so wie auch einer der drei offiziellen Punktrichter. Da Ríos zudem erneut das Gewichtslimit überschritten hatte, wurde er mit einer Geldstrafe belegt und der Kubaner durfte seinen Titel behalten. Ríos wechselte anschließend ins nächsthöhere Halbweltergewicht.
In dieser Gewichtsklasse erzielte er am 13. Oktober 2012 in Kalifornien einen bedeutenden Erfolg, als er nach einem temporeichen und schlagstarken Kampf den ebenfalls ungeschlagenen Mike Alvarado (33-0, 23 K. o.) besiegte. Alvarado wurde schwer gezeichnet und verteidigungsunfähig vom Ringrichter in der siebenten Runde aus dem Kampf genommen. Bis dahin sahen zwei Punktrichter den Kampf unentschieden, während der dritte, Ríos knapp vorne sah.
In bisher 31 Kämpfen ungeschlagen, kam es am 30. März 2013 in Las Vegas zum Rückkampf mit Mike Alvarado. Der erneut sehr spektakulär geführte Kampf endete jedoch diesmal mit einem Punktesieg Alvarados, der unter anderem Schwellungen und Cutverletzungen an beiden Augen erlitt. Alvarado musste zwar in den Anfangsrunden schwerste Treffer hinnehmen und stand zweimal kurz vor einem Niederschlag, konnte jedoch in der zweiten Kampfhälfte mit gesteigerter Aktivität und guten Treffern überzeugen.
Ríos forderte noch im Ring einen dritten Kampf mit Alvarado, der aber vorerst nicht zustande kam. Stattdessen wurde ein Kampf im Weltergewicht gegen Manny Pacquiao (54-5) vereinbart, der am 24. November 2013 in Macau stattfand. Ríos hatte der hohen Beweglichkeit und Schnelligkeit des Philippiners wenig entgegenzusetzen und musste schließlich eine hohe Punktniederlage hinnehmen.
Nach diesen beiden Niederlagen stieg er erst am 2. August 2014 in Las Vegas wieder in den Ring und gewann dabei durch Disqualifikation gegen den Argentinier Diego Gabriel Chaves (23-1). Der Kampf war von Unsportlichkeiten geprägt, weshalb der Ringrichter in der neunten Runde Chaves nach einer Klammerattacke aus dem Kampf nahm.
Am 24. Januar 2015 kämpfte er zum bereits dritten Mal gegen Mike Alvarado (34-3) und gewann dabei in Colorado vorzeitig in der dritten Runde. Er wurde damit Internationaler Meister der WBO im Weltergewicht. Am 7. November 2015 verlor er in Las Vegas in der neunten Runde gegen Timothy Bradley (32-1). In dem Kampf ging es um den WM-Titel der WBO im Weltergewicht.
Nach eineinhalb Jahren Ringpause stieg er erst im Juni 2017 wieder in den Ring und besiegte Aaron Herrera (32-6) durch K. o. in der siebenten Runde. Gegen Danny García (33-1) verlor er jedoch am 17. Februar 2018 selbst vorzeitig in der neunten Runde. Im Februar 2019 verlor er zudem einstimmig gegen Humberto Soto (68-9).